# Martin Gilbert (Radsportler)
Martin Gilbert (* 30. Oktober 1982 in Châteauguay) ist ein ehemaliger kanadischer Radrennfahrer.

## Karriere
Martin Gilbert wurde 2003 kanadischer U23-Meister im Straßenrennen und Dritter beim Zeitfahren. 2005 konnte er eine Etappe beim Grand Prix Cycliste de Beauce für sich entscheiden. Bei der Panamerikameisterschaft 2007 gewann Gilbert in kanadischen Nationalmannschaft das Straßenrennen. Gilbert vertrat sein Land bei den Olympischen Spielen 2008 und wurde zusammen mit Zach Bell Zwölfter im Madison. Bis zu seinem Karriereende 2012 gewann er drei Etappen der Vuelta a Cuba, eine Etappe der Tour of Missouri und zwei Etappen der Vuelta Ciclista del Uruguay.

## Erfolge
| 2003 - Kanadischer Meister – Straßenrennen (U23) 2005 - eine Etappe Grand Prix Cycliste de Beauce 2007 - Panamerikameister – Straßenrennen | 2009 - eine Etappe Vuelta a Cuba - eine Etappe Tour of Missouri 2010 - zwei Etappen Vuelta a Cuba - zwei Etappen Vuelta Ciclista del Uruguay |

## Teams
- 2006 Kodakgallery.com-Sierra Nevada
- 2007 Kelly Benefit Strategies-Medifast
- 2008 Kelly Benefit Strategies-Medifast
- 2009 Planet Energy
- 2010 SpiderTech-Planet Energy
- 2011 Team SpiderTech-C10
- 2012 Team SpiderTech-C10